# Conotrachelus posticatus
Conotrachelus posticatus – gatunek chrząszcza z rodziny ryjkowcowatych.

## Zasięg występowania
Występuje we wsch. część Ameryki Północnej od Nowej Szkocji, Ontario i Minnesoty na płn., po Florydę i Teksas na płd.

## Budowa ciała
Osiąga 3,7 - 5 mm długości ciała.

## Biologia i ekologia
Związany z drzewami z rodzaju dąb. Larwy żerują w żołędziach.